# Norwalk (Connecticut)
Norwalk – miasto w Stanach Zjednoczonych, w stanie Connecticut, nad Oceanem Atlantyckim.
Nazwa "Norwalk" wywodzi się z Algonquian słowa "noyank", czyli "punkt ziemi", lub od indiańskiego imienia "Naramauke"(lub Norwauke, Norowake lub Norwaake), szefa plemienia.
W miejscowości były kręcone sceny do filmu Droga do szczęścia z 2008 roku.
W mieście rozwinął się przemysł włókienniczy, maszynowy oraz elektrotechniczny.